# St. Marien (Brake)

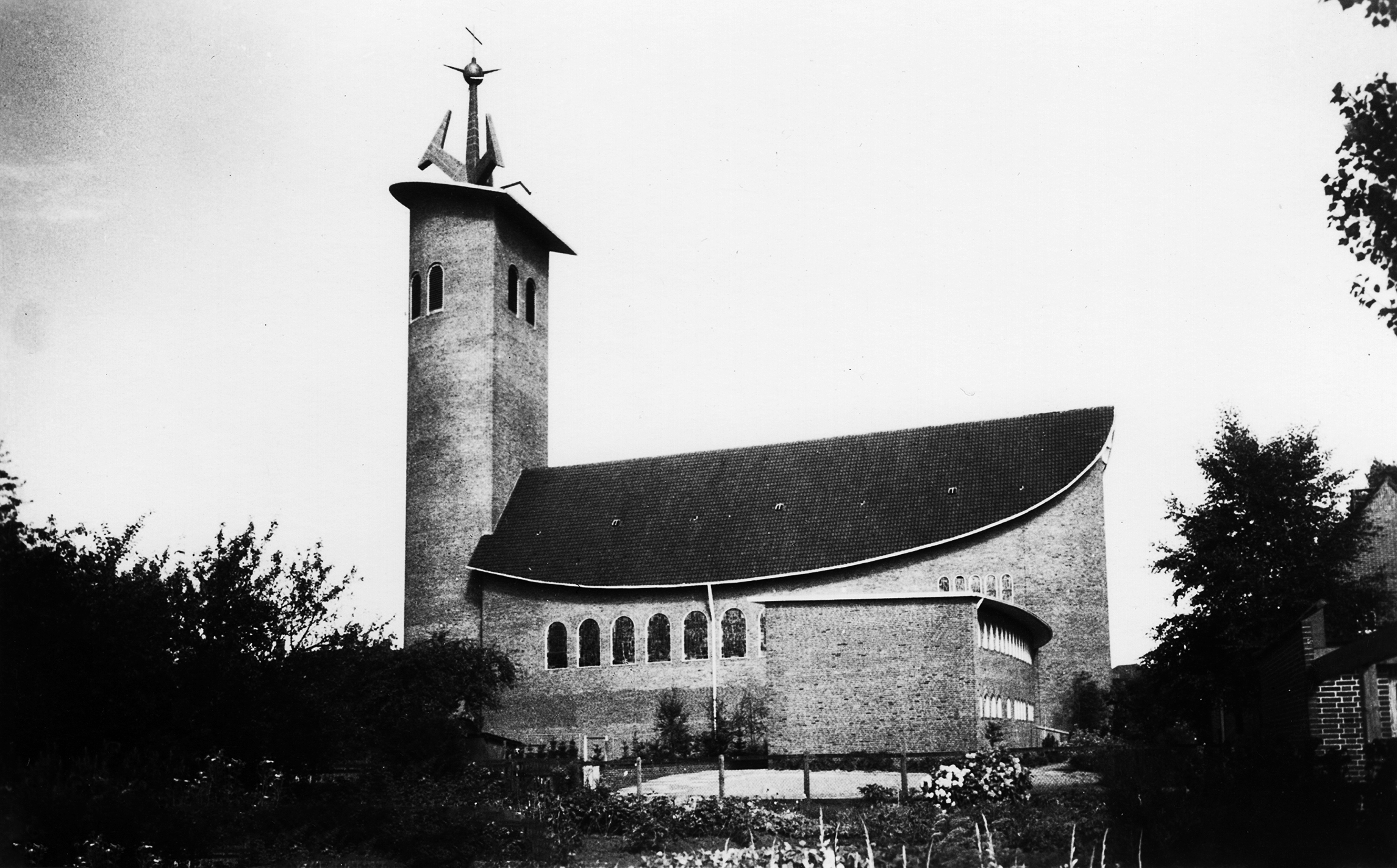
St.-Marien-Kirche Brake

St. Marien ist die größere der beiden römisch-katholischen Kirchen der Seelsorgeeinheit Brake / Elsfleth in Niedersachsen. Sie steht unter dem Patrozinium der Gottesmutter Maria und gehört zum Dekanat Oldenburg im Bistum Münster. Das Gotteshaus im Stil der Moderne ist eine Saalkirche mit angebautem Glockenturm und bietet 340 Gläubigen Platz.

## Geschichte

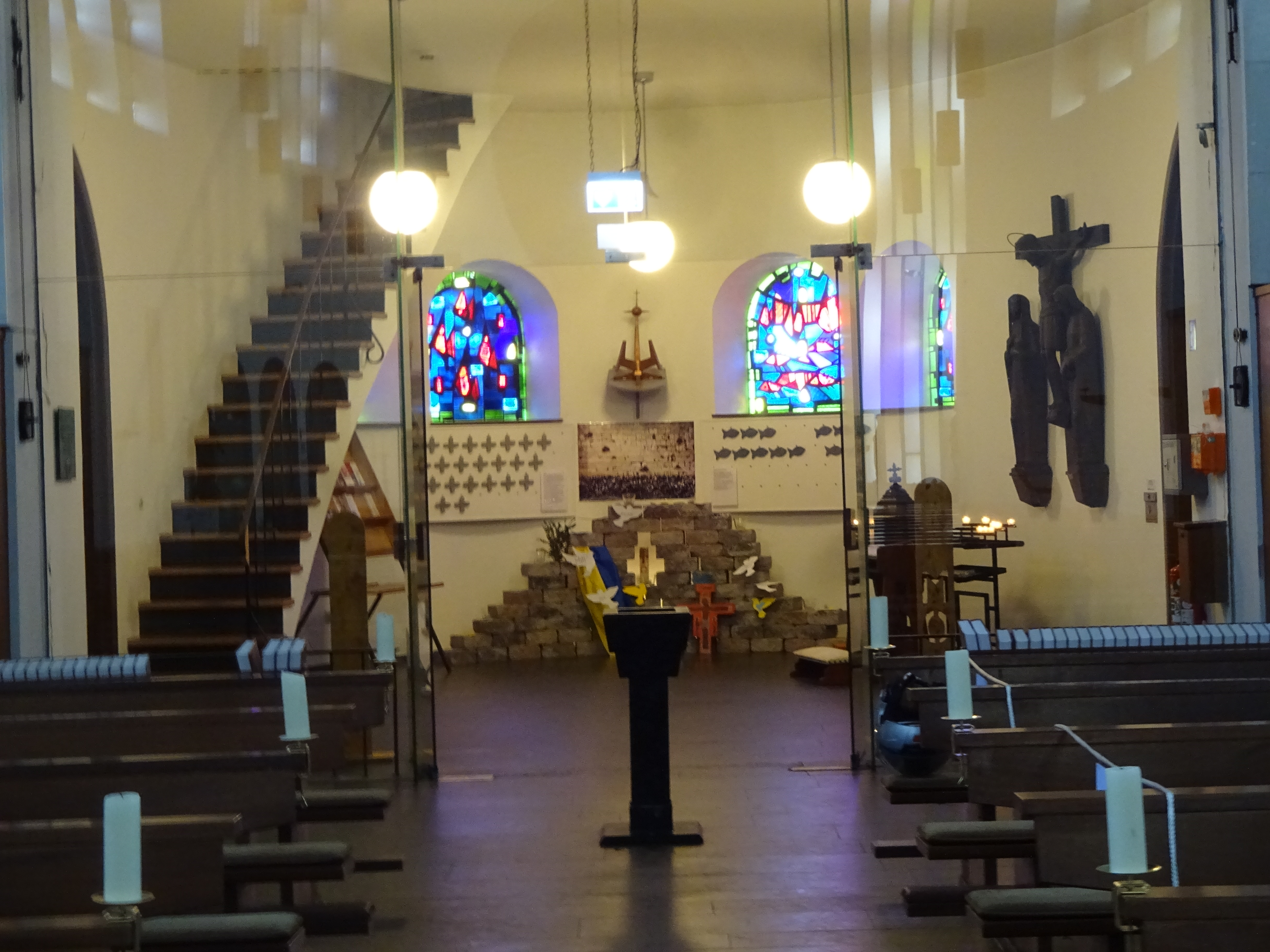
Kirche Brake

Nach der Reformation im 16. Jahrhundert begann die Reorganisation der katholischen Kirche in der Wesermarsch. 1878 wurde in Brake eine Missionsstelle errichtet. Die Missionsgemeinde feierte ihre Gottesdienste zunächst im Wohnhaus des betreuenden Geistlichen. Danach nutzten die Katholiken die 1879 fertiggestellte und 1954 erweiterte kleine Kapelle. Die Einwohnerzahl der Kleinstadt stieg nach dem Zweiten Weltkrieg vor allem wegen der vielen Vertriebenen und Ostflüchtlinge stark an, so dass auch ca. 5.000 Katholiken in dieser Region eine neue Heimat fanden.
Weil nach der Verlegung großer Teile der Bundesmarine nach Brake die Zahl der Katholiken ab 1956 erneut wuchs, entschloss man sich zum Bau eines eigenen Gotteshauses. An der Stelle der alten Kapelle wurde die St.-Marien-Kirche 1962/63 nach den Plänen des Architekten Ludger Sunder-Plaßmann (Cloppenburg) errichtet und am 23. August 1964 durch Bischof Joseph Höffner geweiht. Der Kirchturm des schiffsförmigen Backsteinbaus trägt seit 1965 auf dem Dach einen Anker mit Weltkugel und Kreuz als Sinnbild christlicher Hoffnung der Seefahrer.
Der 1946 gegründete Seelsorgebezirk Brake wurde 1951 von der Mutterpfarre St. Peter (Oldenburg) abgetrennt und zur selbständigen Pfarrei erhoben. Am 13. September 2009 fusionierten die Kirchengemeinde St. Marien (Brake) und die Kapellengemeinde St. Maria Magdalena (Elsfleth) zur neuen Pfarrgemeinde St. Marien (Brake).
Am 1. Januar 2024 schlossen sich die Pfarreien St. Marien (Brake), St. Benedikt (Jever), St. Willehad (Nordenham), St. Bonifatius (Varel), St. Willehad (Wangerooge) sowie St. Willehad (Wilhelmshaven) zusammen zum Katholischen Kirchengemeindeverband Pastoraler Raum Wilhelmshaven.

## Glocken
Im Kirchturm von St. Marien hängen die folgenden vier Bronzeglocken, die in Gescher gegossen wurden.
- Glocke 1: Schlagton: cis1; Ø 145 cm; Gießerei: Petit & Edelbrock; Gussjahr: 1963
- Glocke 2: Schlagton: dis1; Ø 126 cm; Gießerei: Petit & Edelbrock; Gussjahr: 1963
- Glocke 3: Schlagton: fis1; Ø 105 cm; Gießerei: Petit & Edelbrock; Gussjahr: 1963
- Glocke 4: Schlagton: gis1; Ø 93 cm; Gießerei: Petit & Edelbrock; Gussjahr: 1963[6]

## Orgel
Das Gotteshaus St. Marien in Brake besitzt kein traditionelles Kircheninstrument mit Orgelpfeifen, sondern eine elektronische Orgel.